# Италијански бојни брод Виторио Венето
Виторио Венето (итал. Vittorio Veneto, име по бици) је био италијански бојни брод класе Литоријо. Поринут је у Трсту 1937. године. Користила га је Италијанска краљевска ратна морнарица током Другог светског рата.

## Израдња
Кобилица Виторија Венета је била постављена 1934. у Трсту, где је поринут 1937. и довршен 1940, након уласка Италије у Други светски рат.
Пројектиран од стране Пуљезеа, био је први брод који је превазишао ограничења Вашингтонског поморског споразума. 1942. био је први италијански брод који је добио радар.

## У служби
Виторијо Венето је учествовао у бици код Спартивента (27. новембар 1940) где је његова ватрена моћ (19 пројектила у 7 салви са велике даљине) натерала британске бродове на повлачење. У марту 1941. учествује у најкатастрофалнијој бици у рату за италијанску морнарицу, код Матапана. Тамо брод бива оштећен, те се враћа назад у Италију.
Након капитулације Италије 1943. брод је уз целокупну италијанску морнарицу предан Савезницима. До краја рата остаје у Египту. 1948. враћен је у Италију и исечен.